# Zelmira

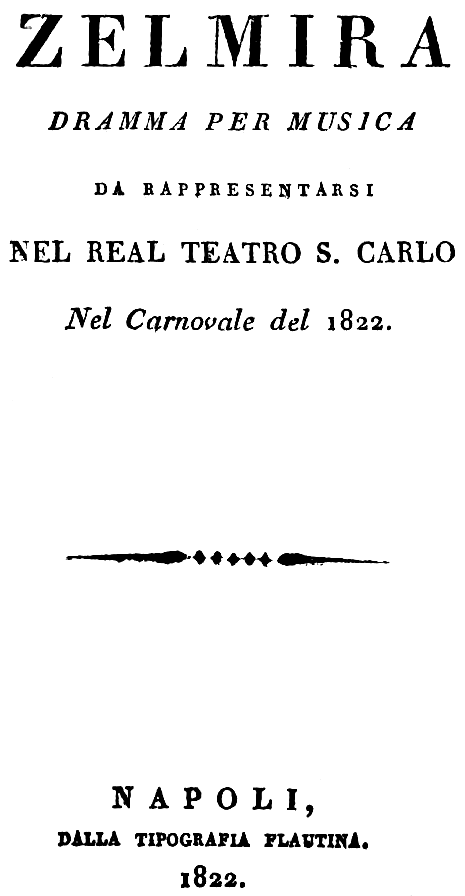
Librettots titelsida, Neapel 1822.

Zelmira  är en opera (dramma) i två akter med musik av Gioacchino Rossini. Librettot skrevs av Andrea Leone Tottola efter pjäsen Zelmire (1762) av Dormont de Belloy.

## Historia
Impressarion Domenico Barbaja anordnade mellan april och juli 1822 en Rossini-festival i Wien. Barbaja var ny impressario vid Kärntnertortheater och hade beställt operan Zelmira av Rossini med syfte att uppföra den där. Men som ett publiktest lät han först uruppföra den på Teatro San Carlo i Neapel den 16 februari 1822. Operan togs emot väl av såväl publik som press och spelades i Neapel fram till den 6 mars. 
Tre veckor efter premiären i Neapel begav sig Rossini och sångarna till Wien. Ett stopp gjordes i byn Castenaso utanför Bologna, där Rossini ingick giftermål med sopranen Isabella Colbran den 16 mars 1822. Vid premiären i Wien den 13 april 1822 blev operan en succé. Regin stod Rossini själv för och Joseph Weigl var dirigent.

## Personer
- Polidoro, kung av Lesbos (bas)
- Zelmira, hans dotter (sopran)
- Emma, hennes förtrogna (kontraalt)
- Ilo, Prins av Troja och Zelmiras make (tenor)
- Antenore, en tronkrävare från Mytilene (tenor)
- Leucippo, hans vän, general (basbaryton)
- Eacide, prins Ilos vän (tenor)
- Översteprästen (bas)

## Handling
Kung Polidoro av Lesbos blir avsatt av Azor som emellertid blir dödad av Antenore. Denne bestiger tronen. Polidoros dotter Zelmira tvingas röja var fadern har gömt sig, men han undkommer. Innan Antenore upptäcker var han vistas kommer svärsonen Ilo till undsättning, och Polidoro återinsätts som kung av Lesbos.

## Musiken
Orkestern består av:
- Träblås: två flöjter (två piccolaflöjter), två oboer (engelskt horn), två klarinetter, två fagotter
- Bleckblås: fyra valthorn, två trumpeter, tre tromboner, serpent
- Slagverk: pukor, bastrumma, cymbal
- Harpa
- Stråkar
- Scenmusik: blåsarensemble

Operan innehåller följande musiknummer:
Akt I
- Nr. 1. Introduktion: "Oh sciagura!" (Scen 1) 
  - Cavatina (Antenore) "Che vidi! amici!" (Scen 1)
- Nr. 2. Cavatina (Polidoro): "Ah! già trascorse il dì" (Scen 3)
- Nr. 3. Terzett (Polidoro, Zelmira, Emma): "Soave conforto" (Scen 4)
- Nr. 4. Krigarkör: "S'intessano agli allori" (Scen 5) 
  - Cavatina (Ilo): "Terra amica" (Scen 5)
- Nr. 5. Duett (Ilo, Zelmira): "A che quei tronchi accenti?" (Scen 6)
- Nr. 6. Cavatina (Antenore): "Mentre qual fiera ingorda" (Scen 7)
- Nr. 7. Duettino (Zelmira, Emma): "Perché mi guardi e piangi" (Scen 8)
- Nr. 8. Final (Antenore, Leucippo, Gran Sacerdote, Ilo, Zelmira, Emma): "Sì fausto momento" (Scen 9)

Akt II
- Nr. 8b. Kör: "Pian piano inoltrisi" (Scen 2)[1]
  - Cavatina (Emma): "Ciel pietoso, ciel clemente“ (Scen 2)
- Nr. 9. Duett (Ilo, Polidoro): "In estasi di gioia" (Scen 3)
- Nr. 10. Kvintett (Antenore, Zelmira, Polidoro, Leucippo, Emma): "Ne' lacci miei cadesti" (Scen 5)
- Nr. 10b. Aria (Zelmira): "Da te spero, o ciel Clemente"[2]
- Nr. 11. Rondo (Zelmira): "Riedi al soglio" (Szene 8)

Operan saknar ouvertyr, utan handlingen tar direkt vid efter det inledande förspelet.